# Franz von Bolgár
Franz von Bolgár (* 3. Januar 1851 in Mármaros-Sziget; † Mai 1923) war ein österreichisch-ungarischer Offizier, Publizist und Politiker. Berühmtheit erlangte er als Herausgeber der Schrift „Regeln des Duells“.

## Leben
Bolgár war ungarischer Abstammung und diente bis 1881 als Oberleutnant der Genietruppen in der österreich-ungarischen Armee. Als Herausgeber der „Wiener Militärzeitung“ hatte er 1883 wegen eines kritischen Artikels eine Auseinandersetzung mit Oberstleutnant im Generalstab Hugo von Schlayer, Professor an der Kriegsschule. Schlayer forderte Bolgár auf Pistole. Das Duell fand am 24. Mai 1883 in der Josefstädter Reiterkaserne zu Wien statt, wobei Schlayer durch einen Kopfschuss aus der Waffe seines hochgradig kurzsichtigen Kontrahenten den Tod fand. Wegen des Verbrechens des Zweikampfes angeklagt, wurde Bolgár freigesprochen. Trotzdem kehrte er in die Heimat zurück, wo das Pistolenduell strafrechtlich nicht verfolgt wurde, denn wer sich duelliert hatte, galt als Ehrenmann.
1887 und 1892 wurde Bolgár für den Wahlbezirk Eisenstadt in den ungarischen Reichstag gewählt, wo er der von Albert Graf Aponnyi geführten Unabhängigkeitspartei angehörte. Im Jahr 1901 verlieh ihm der Kaiser den Hauptmannsrang ehrenhalber, 1914 denjenigen eines Majors und 1917 den eines Oberstleutnants.
Bleibende Erinnerung bewahrte sich Bolgár als Herausgeber der Regeln des Duells, die bis zur Veröffentlichung des Ritterlichen Ehrenschutz von Felix Busson der in Österreich am meisten verbreitete Ehrenkodex bei Angehörigen des Militärs und bei Akademikern war. Einige waffenstudentische Korporationen Österreichs erkennen noch heute Bolgárs Ehrenkodex für sich als verbindlich an.

## Auszeichnungen
Die in seinem Wahlkreis gelegene Gemeinde Hornstein verlieh Bolgár 1900 für seinen Einsatz bei der Bekämpfung der Folgen der Reblauskatastrophe die Ehrenbürgerwürde.

## Schriften
- Die Regeln des Duells. 1. Auflage. Budapest 1880. (11. Auflage. 1928; Nachdruck der 8. Auflage. 2005 und 2008)